# Darna (serie de televisión de 2009)
Darna es una serie de fantasía de acción dramática de televisión filipina transmitida por GMA Network. La serie está basada en la superheroína ficticia filipina del mismo título de Mars Ravelo. Dirigida por Dominic Zapata y Don Michael Perez, está protagonizada por Marian Rivera en el papel principal. Se estrenó el 10 de agosto de 2009 en la programación de Telebabad de la cadena en sustitución de Zorro. La serie concluyó el 19 de febrero de 2010 con un total de 140 episodios. Fue reemplazado por Panday Kids en su franja horaria.

## Recepción
Según las calificaciones de televisión doméstica Mega Manila de AGB Nielsen Philippines, el episodio piloto de Darna obtuvo una calificación del 44,1%. Mientras que el episodio final obtuvo una calificación del 32,9 %.